# Hőpajzs

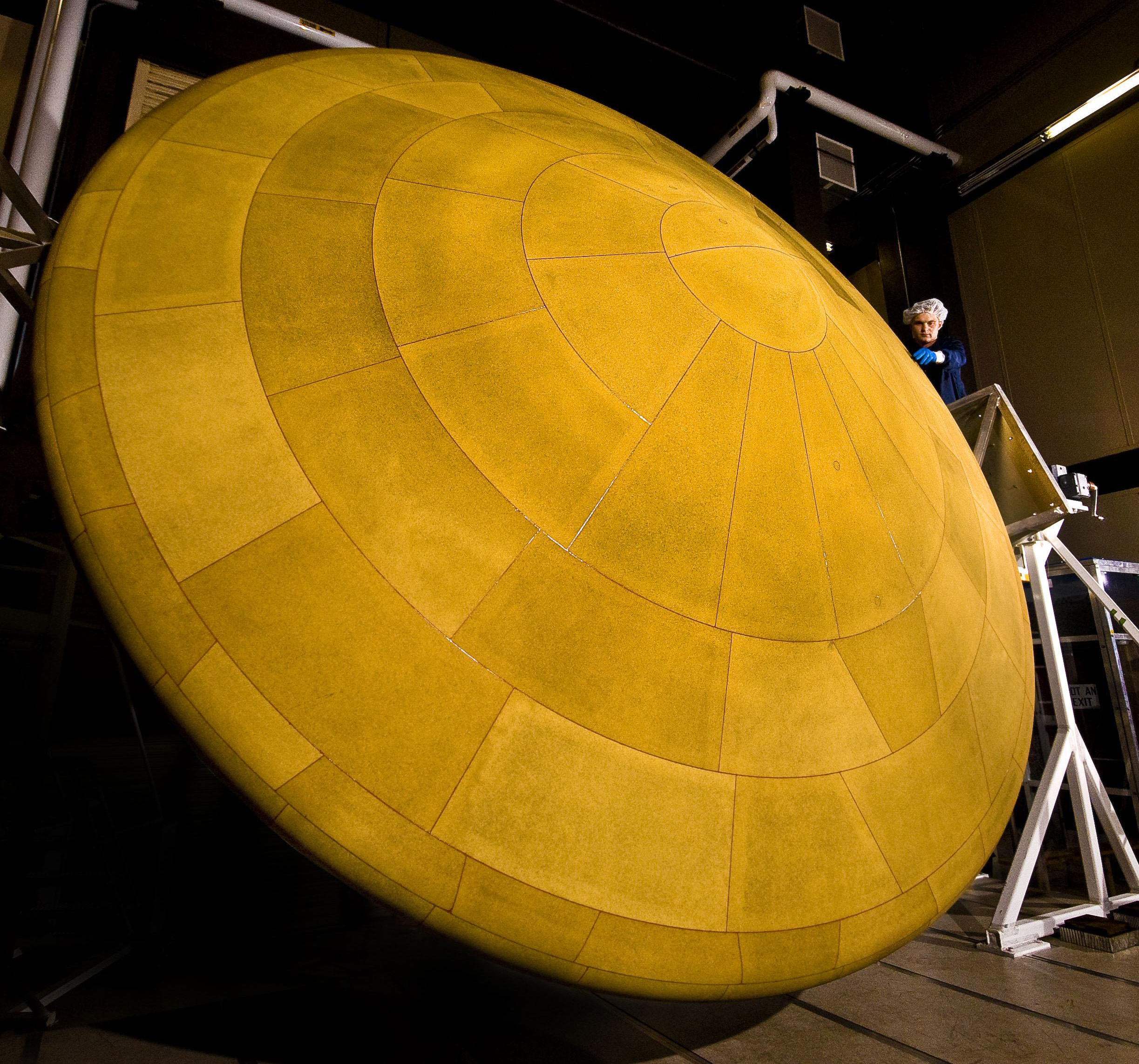
A NASA Mars Science Laboratory-jának hővédő pajzsa. Ez az eddig épített legnagyobb átmérőjű hőpajzs (átmérője 4,5 méter), amit a Mars vékony légkörébe való ereszkedésre terveztek (Lockheed Martin Space Systems, Denver, USA). Ez a hőpajzs védte a küldetés roverjét, a Curiosity-t a túlhevüléstől a légkörbe való belépéskor

A hőpajzs fogalma az űrhajózásban használatos, és azt a felületet jelenti, ami elnyeli, szétsugározza a légkörbe való visszatéréskor az űrhajó felületén keletkező hő nagy részét, ezzel megóvja az érzékeny berendezéseket, illetve az űrhajóban tartózkodó űrhajósokat.

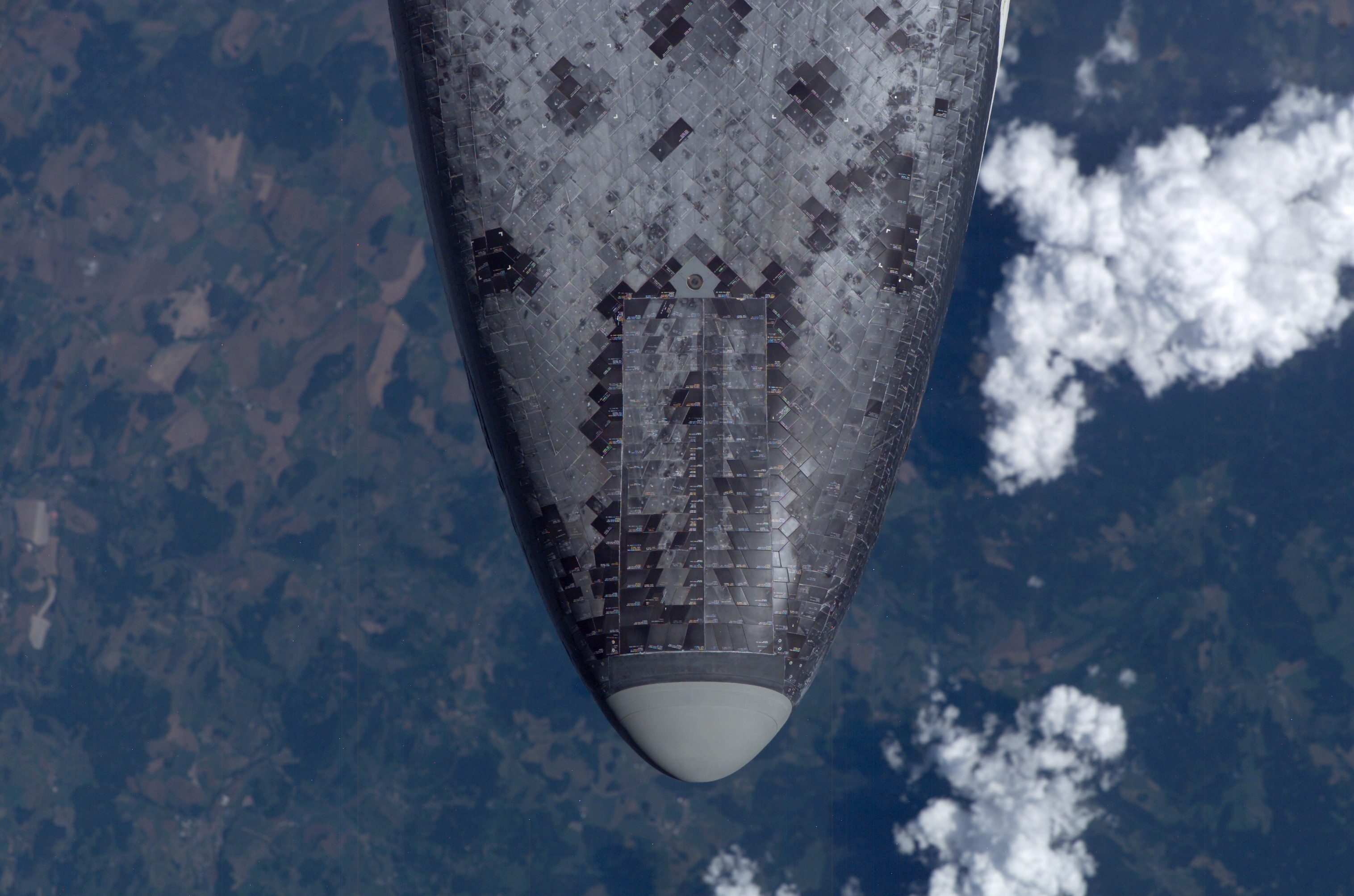
A hőt elnyelő réteg egy űrsikló alsó felületén (a Nemzetközi Űrállomásról fényképezve)

Minden olyan űrhajónak, amit légkörben való ereszkedésre és leszállásra terveznek, szüksége van valamilyen hőpajzsra, így a Földre visszatérő egységek, valamint a Mars és a Vénusz küldetések esetén már alkalmaztak ilyen részegységet, mert ez olcsóbb, mint fékezőrakétákat alkalmazni az űrhajó sebességének csökkentéséhez.
A hőpajzs különleges anyagokból készül, amire eddig kétféle megoldást alkalmaztak:
- Az első megoldásban a hő a hőpajzs anyagában lévő gázt szabadítja fel, ami hőáramlás útján elszállítja a hő nagy részét. Ezt alkalmazták az amerikai Mercury, Gemini és Apollo űrhajók esetében.
- A másik megoldásban hőt elnyelő anyagot használnak (ez valamilyen kerámia vagy kompozit anyag), ami elszigeteli a hőt az űrhajó többi részétől, a keletkezett hőt elnyeli és kisugározza. Ezt alkalmazták az űrsiklók esetében, ami tégla méretű, pontosan illeszkedő csempék formájában burkolta be az űrhajó alsó felületét. Ennek az anyagnak a sérülése okozta a Columbia űrrepülőgép 2003-as katasztrófáját, amikor a légkörbe való belépés után a szárny túlhevült, és az űrhajó felrobbant.

Az űrhajókon ezen kívül alkalmaznak hagyományos értelemben vett hőszigetelést például az üzemanyagtartályok vagy más, érzékeny berendezések körül.

## Fordítás
- Ez a szócikk részben vagy egészben  a   Heat shield című angol Wikipédia-szócikk fordításán alapul.  Az eredeti cikk szerkesztőit annak laptörténete sorolja fel. Ez a jelzés csupán a megfogalmazás eredetét és a szerzői jogokat jelzi, nem szolgál a cikkben szereplő információk forrásmegjelöléseként.